# Courage (álbum de Céline Dion)
Courage es el vigésimo séptimo álbum de estudio y el duodécimo álbum en inglés de la cantante canadiense Céline Dion, lanzado por Columbia Records el 15 de noviembre de 2019. Dion trabajó en Courage con varios escritores y productores, incluidos Sia, David Guetta, Greg Kurstin, Sam Smith, StarGate, Jimmy Napes, Lauv, LP, Jörgen Elofsson, entre otros.
En junio de 2019, Dion terminó su residencia en Las Vegas, Céline, y lanzó «Flying on My Own» como un regalo para sus fanáticos. En septiembre de 2019, emprendió la gira mundial Courage y estrenó tres canciones más: «Imperfections», «Lying Down» y «Courage». El álbum, que incluye 16 canciones y cuatro pistas adicionales en la edición deluxe, recibió críticas generalmente favorables de los críticos musicales. Debutó en la cima del Billboard 200 de EE. UU., convirtiéndose en el primer álbum de Dion en alcanzar el número uno allí en 17 años. También debutó en el número uno en Canadá, Bélgica y Suiza. Courage se posicionó dentro del top diez en muchos otros países, incluyendo el número dos en el Reino Unido, Francia y Australia, el número cuatro en Alemania, Austria y Croacia, y el número cinco en Irlanda, Nueva Zelanda y Portugal.

## Antecedentes y desarrollo
En noviembre de 2013, Dion lanzó su anterior álbum de estudio en inglés, Loved Me Back to Life. Al mes siguiente, su esposo René Angélil fue diagnosticado una segunda vez con cáncer de garganta y se sometió a una cirugía. En junio de 2014, Angélil renunció como gerente de Dion para centrarse en su salud y en agosto de 2014 Dion pospuso sus conciertos en Las Vegas, debido al empeoramiento de la salud de su esposo. Angélil murió el 14 de enero de 2016. El 22 de mayo de 2016, en su primera presentación pública fuera del Coliseo del Caesars Palace, Dion cantó «The Show Must Go On» durante el Billboard Music Awards de 2016, donde recibió el Billboard Icon Award. En agosto de 2016, lanzó su álbum en francés, Encore un soir, el cual fue todo un éxito crítico y comercial. 
Al mes siguiente, estrenó «Recovering», una canción escrita por P!nk en honor al difunto esposo de Dion. La canción se comercializó como la primera canción de su próximo disco en inglés que, en ese momento, se proyectó para su lanzamiento en 2017. La interpretó durante el evento en vivo de «Stand Up to Cancer» el 9 de septiembre de 2016.
En marzo de 2017, se lanzó «How Does a Moment Last Forever» de Dion para la película de 2017 La Bella y la Bestia. Dion también se embarcó en dos giras de verano en Canadá y Europa en 2016 y 2017. En 2018, lanzó «Ashes» de la película estadounidense de superhéroes Deadpool 2 y realizó una gira por Asia, Australia y Nueva Zelanda. En septiembre de 2018, Dion anunció el final de su residencia en Las Vegas «Celine» , con la fecha final fijada para el 8 de junio de 2019.
El 3 de abril de 2019, anunció su gira mundial Courage World Tour (2019-2020), que comenzaría en la ciudad de Quebec, Canadá, el 18 de septiembre de 2019. Dion también anunció un nuevo álbum en inglés del mismo nombre, que se lanzaría en noviembre de 2019. Al explicar el nombre del álbum, dijo:

"Creo que pasé por mucho. Y la vida me había dado las herramientas para encontrar mi fuerza interior, encontrar valentía y seguir adelante. La gente que amo tanto abrazó los momentos difíciles. Me dieron mucha fuerza. Y luego llegó una canción que se llamaba "Courage", y no nos llevó mucho tiempo decir, "creo que el álbum debería llamarse Courage"."

Dion anunció la gira en un video titulado «Ciao for now Las Vegas», en el que deja Las Vegas en un automóvil lleno de drag queens. El imitador Steven Wayne sustituyó a Dion, junto a Bryan Watkins, Crystal Woods y Hot Chocolate como Barbra Streisand, Diana Ross y Tina Turner. La promoción también incluyó la nueva canción, «Flying on My Own».
El 5 de abril de 2019, en Jimmy Kimmel Live!, Dion promocionó su próxima gira, cantó algunas líneas de la canción «Courage» e interpretó «Ashes». Los días 7 y 8 de junio de 2019, Dion realizó «Flying on My Own» por primera vez durante su programa de residencia en Las Vegas y la presentación en vivo fue lanzada en varias plataformas de transmisión el 8 de junio de 2019. 
En los meses previos al lanzamiento del álbum, Dion apareció en las portadas de Elle, Harper's Bazaar y CR Fashion Book, y fue seleccionada como una de las estrellas mejor vestidas de 2019 por Vanity Fair and People. El 18 de septiembre de 2019 y al inicio de la Courage World Tour, Dion fue entrevistada en el programa Today y también en «Celine Dion de la A a la Z» de la BBC Radio el 22 de septiembre de 2019.

## Escritura y grabación
En abril de 2019, Dion reveló que había recibido 48 canciones como candidatas para su próximo álbum y que debía elegir 12 de ellas. El nuevo álbum, Courage, explora nuevas direcciones musicales mientras mantiene el estilo familiar al que los fanáticos de Dion están acostumbrados. Después de lanzar «Recovering», escrita por P!nk en septiembre de 2016, Dion grabó nueva música en octubre de 2016 con Diane Warren, quien escribió muchos de sus éxitos, como «Because You Loved Me». En abril de 2017, Dion mencionó que Sia había escrito tres canciones para ella. En abril de 2019, se anunció que el nuevo álbum incluiría una aparición de Sia y que una de las canciones escritas por ella se titula «Baby». En diciembre de 2017, Dion reveló que había grabado música nueva con Stephan Moccio y Maty Noyes. Moccio escribió el exitoso sencillo de 2002 de Dion «A New Day Has Come», y también coescribió éxitos para otros artistas. También en diciembre de 2017, Dion grabó la canción «Flying on My Own» en el estudio de The Palms en Las Vegas. La canción fue escrita por Jörgen Elofsson, Anton Mårtenson y Liz Rodrigues. En octubre de 2018, David Guetta mencionó que Dion grabó una canción que coescribió con Sia. Mientras anunciaba el Courage World Tour en abril de 2019, Dion reveló que grabó una canción llamada «Courage», que se convirtió en la canción principal del álbum, que se lanzaría en noviembre de 2019. El video promocional de la gira presenta un fragmento de la nueva canción, «Flying on My Own». El 20 de mayo de 2019, un fragmento de otra nueva canción, «Lying Down», escrita por David Guetta y Sia Furler, apareció en el episodio de Carpool Karaoke de James Corden con Dion. «Flying on My Own (Live from Las Vegas)» se lanzó como descarga digital el 9 de junio de 2019, el día después de que Dion terminara su segunda residencia, Celine, en Las Vegas. La versión de estudio fue lanzada el 28 de junio de 2019. El 18 de septiembre de 2019, Dion lanzó tres nuevas canciones: «Lying Down», «Courage» e «Imperfections», compartiendo la portada del álbum y anunciando la fecha de lanzamiento para el álbum, que sería el viernes, 15 de noviembre de 2019.

## Música
Courage, el primer álbum en inglés de Dion en seis años, fue lanzado el 15 de noviembre de 2019. La edición estándar incluye 16 pistas y la edición de lujo contiene 20 canciones. El álbum es una mezcla de baladas y pistas de ritmo acelerado, incluyendo canciones como «Courage», «Imperfections», «Lying Down» y «Flying on My Own».
En Courage, Dion trabajó con varios compositores y productores, incluidos Dan Wilson, Johan Carlsson, Ross Golan, Skylar Gray, LP, Jon Levine, Greg Kurstin, Eg White, The Stereotypes, Steve Aoki, Freddy Wexler, Andrew Wells, Lauv, Michael Pollack, Nicholas Perloff-Giles, DallasK, David Guetta, Giorgio Tuinfort, Sia, Stephan Moccio, Erik Alcock, Liz Rodrigues, Jörgen Elofsson y Anton Mårtensson. Este álbum también es el primer proyecto de Dion donde ella es la productora ejecutiva.
«Imperfections» es una pista de baile de medio tiempo, que se centra en la autocrítica con la que todos pueden identificarse. La balada cargada de cuerdas «Lying Down», escrita por Sia y David Guetta, fomenta una mentalidad fresca después de una relación tóxica. La canción principal, «Courage», es un himno a la fuerza a través de los desafíos de la vida, con Dion suplicando: «Valentía, no te atrevas a fallarme ahora / Necesito que mantengas alejadas las dudas / Estoy mirando de frente a algo nuevo / Eres todo lo que tengo para aferrarme / Así que valentía, no te atrevas a fallarme ahora». La lista completa de pistas de Courage se reveló el 12 de octubre de 2019.

## Recepción de la crítica
Courage recibió críticas generalmente positivas de los críticos de música. En Metacritic, que asigna una calificación normalizada de 100 a las críticas de los críticos principales, el álbum tiene un puntaje promedio de 68 basado en 9 reseñas, lo que indica «reseñas generalmente favorables». Mike Wass de Idolator calificó a Courage con 4.5 de 5 estrellas, describiéndolo como el álbum más ecléctico de Dion, que es realmente notable en esta etapa de su carrera. Sintió que, aunque la producción de canciones es inventiva, el tema no podría ser más tradicional, ya que Dion examina asuntos del corazón.
Neil Z. Yeung de AllMusic calificó el álbum con 4 de 5 estrellas, llamando a Courage una liberación transformadora y catártica para la vocalista de gran potencia que lleva a los oyentes a través de su proceso de curación y avance. Según él, el álbum está amortiguado por una fuerte dosis de baladas de medio tiempo que sirven como procesamiento terapéutico para Dion y como confesiones vulnerables para sus fanáticos. Nick Smith de MusicOMH también calificó a Courage con 4 de 5 estrellas. Señaló que los temas del álbum son coherentes: fuerza interior, coraje y autorreflexión, y que Courage marca un regreso impresionante.
La escritora de Rolling Stone, Brittany Spanos, elogió tanto las canciones contemporáneas y optimistas de dance-pop del álbum como las baladas, declarando: «A través del LP, los momentos de dance-pop prosperan mejor cuando hay un toque de elegancia, que es donde las excelentes habilidades de actuación de Dion brillan, y como con todo lo que hace Dion, las baladas guturales donde ella flexiona su mezzo-soprano de varias octavas son las verdaderas gemas». En un resumen, comparó Courage con el álbum Believe de 1998 de Cher, escribiendo: «Considero a Courage como la versión de Dion de Believe de Cher, un álbum que llegó exactamente en el momento correcto y demostró a una nueva generación que vale la pena volver a visitarla y reconocerla como una diva muy capaz de mantenerse al día». Según Alexis Petridis de The Guardian, las mejores canciones de Courage son baladas, que se mantienen cerca de la música que hizo famosa a Dion, como la canción principal. Alexandra Pollard de The Independent escribió que los momentos más impactantes en el disco parecen enfrentar la pérdida de un ser querido, como en las canciones «For The Lover That I Lost» coescrita por Sam Smith y «Courage».
Michael Cragg de The Observer escribió que Courage, grabado después de la muerte del esposo de Dion en 2016, está bañado en letras sobre pérdida y renacimiento. Jason Lipshutz de Billboard escribió que Loved Me Back to Life (2013) de Dion fue un esfuerzo ganador, pero Courage es aún más vital, con una apertura «propulsiva» en «Flying on My Own», una canción «devastadora» y muchas «reflexiones valiosas en el medio». Según él, el enfoque de Dion en Courage con la pérdida, la recuperación y el empoderamiento personal lo convierte en uno de los lanzamientos pop más maduros e impresionantes de 2019. En su crítica para Variety, el escritor A.D. Amorosi le dio al álbum una crítica mixta, declarando: «Los momentos más gloriosos y auténticos en Courage abordan el duelo, el miedo y la finalidad en ese estilo de canto de perlas y jadeo por aire que es de Dion y solo de Dion». Criticó varias canciones en el álbum, como «Flying on My Own», «Lovers Never Die», «The Chase» y otras, argumentando que hacen que Dion suene «robótica y aburrida». Resumió su crítica escribiendo: «Uno podría argumentar que Courage es el sonido de Céline Dion desatada y desenrollada, lista para experimentar más allá de sus habituales paisajes sonoros teatrales, y jugar en el campo con sus contemporáneos gráficos de interpolación. Está bien. Sácalo de tu sistema ahora. Al menos la mitad del álbum es fantástico. Pero no hagas un hábito de esto».

## Canciones
En junio de 2019, Dion lanzó «Flying on My Own» como un regalo para los fanáticos. Alcanzó el número uno en Quebec y los diez primeros en las listas digitales en Canadá y Francia, y en la lista de canciones del Dance Club de los Estados Unidos. El 18 de septiembre de 2019, Dion lanzó tres canciones más, incluidas «Imperfections», «Lying Down» y «Courage».
El video musical de «Imperfections» se estrenó el 26 de septiembre de 2019 y la canción se envió a la radio el 30 de septiembre de 2019. El 19 de octubre de 2019, «Lying Down» se agregó a la lista A de la lista de reproducción de airplay en BBC Radio 2 en el Reino Unido y se convirtió en récord de la semana. El video musical de «Courage» se estrenó el 13 de noviembre de 2019, dos días antes del lanzamiento del álbum. El video musical de «Lying Down» aún no ha sido lanzado.

## Rendimiento comercial
Courage debutó en la cima de la lista de álbumes canadienses con 55 000 unidades equivalentes, incluidas 53 000 ventas de álbumes puros, convirtiéndose en el 15.º álbum número uno de Dion en Canadá. También se ubicó en el número uno en el Billboard 200 de los Estados Unidos con fecha del 30 de noviembre de 2019, lo que le valió a Dion su primer álbum número uno en Estados Unidos en 17 años; la última vez que encabezó la lista fue con A New Day Has Come (2002). Es su quinto álbum número uno en los Estados Unidos y obtuvo 113 000 unidades equivalentes, incluidas 109 000 ventas de álbumes puros. En Alemania, Courage se convirtió en el álbum más exitoso de Dion en 17 años, llegando al número cuatro.

## Lista de Canciones
| N.º | Título                     | Escritor(es) | Duración |  |
| 1.  | «Flying On My Own»         | Jörgen Elofsson, Liz Rodrigues, Anton "Hybrid" Mårtensson                                                                | 3:32     |  |
| 2.  | «Lovers Never Die»         | Johan Carlsson, Ross Golan, Dan Wilson                                                                                   | 2:51     |  |
| 3.  | «Falling In Love Again»    | Skylar Grey | 3:51     |  |
| 4.  | «Lying Down»               | Sia, David Guetta, Giorgio Tuinfort                                                                                      | 3:58     |  |
| 5.  | «Courage»                  | Stephan Moccio, Erik Alcock, Liz Rodrigues                                                                               | 4:14     |  |
| 6.  | «Imperfections»            | Ari Leff, Michael Pollack, Nicholas Perloff-Giles, Dallas Koehlke                                                        | 3:59     |  |
| 7.  | «Change My Mind»           | Björn Yttling, LP, Jon Levine                                                                                            | 3:01     |  |
| 8.  | «Say Yes»                  | Jörgen Elofsson, Liz Rodrigues                                                                                           | 3:32     |  |
| 9.  | «Nobody's Watching»        | Jörgen Elofsson, Liz Rodrigues                                                                                           | 3:12     |  |
| 10. | «The Chase»                | Craig McConnell, Jessica Mitchell, Liz Rodrigues                                                                         | 3:49     |  |
| 11. | «For The Love That I Lost» | Sam Smith, Mikkel Eriksen, Tor Hermansen, James Napier                                                                   | 2:54     |  |
| 12. | «Baby»                     | Sia, Greg Kurstin, Maureen "Mozella" McDonald                                                                            | 3:34     |  |
| 13. | «I Will Be Stronger»       | Francis "Eg" White | 3:27     |  |
| 14. | «How Did You Get Here»     | Nikki Grier, The Stereotypes, 9AM, Erik Alcock, Liz Rodrigues, Khalil Abdul-Rahman Hazzard, Calum Armand Maurice Brockie | 4:21     |  |
| 15. | «Look At Us Now»           | Steph Jones, Brandon Treyshun Campbell, Andrew Wells                                                                     | 3:18     |  |
| 16. | «Perfect Goodbye»          | Max Wolfgang, Freddy Wexler, Corey Sanders                                                                               | 3:28     |  |

| Deluxe Edition |                  |          |  |
| N.º            | Título           | Duración |  |
| 17.            | «Best Of All»    | 3:23     |  |
| 18.            | «Heart Of Glass» | 3:31     |  |
| 19.            | «Boundaries»     | 3:22     |  |
| 20.            | «The Hard Way»   | 3:24     |  |

| Edición Japonesa |        |          |  |
| N.º              | Título | Duración |  |
| 21.              | «Soul» | 3:14     |  |

## Gráficos
| Listas (2019)                         | Posición |
| ------------------------------------- | -------- |
| Australian Albums (ARIA)              | 2        |
| Austria (Ö3 Austria)                  | 4        |
| Bélgica (Ultratop flamenca)           | 3        |
| Bélgica (Ultratop valona)             | 1        |
| Canadian Albums (Billboard)           | 1        |
| República Checa (ČNS IFPI)            | 11       |
| Croacia (HDU)                         | 4        |
| Dinamarca (Hitlisten)                 | 23       |
| Dutch Almbus (Album Top 100)          | 10       |
| Países Bajos (Album Top 100)          | 10       |
| Finlandia (Suomen Virallinen Lista)   | 13       |
| French Albums (SNEP)                  | 1        |
| Alemania (Media Control Charts)       | 4        |
| Grecia (IFPI)                         | 30       |
| Hungría (MAHASZ)                      | 11       |
| Irlanda (IRMA)                        | 5        |
| Italian Albums (FIMI)                 | 10       |
| Japón (Oricon)                        | 49       |
| Japanese Hot Albums (Billboard Japan) | 61       |
| New Zealand Albums (RMNZ)             | 5        |
| Noruega (VG-lista)                    | 16       |
| Polonia (ZPAV)                        | 6        |
| Portugal (AFP)                        | 5        |
| Slovak Albums (ČNS IFPI)              | 53       |
| Sudáfrica (RISA)                      | 10       |
| España (PROMUSICAE)                   | 11       |
| Swedish Albums (Sverigetopplistan)    | 30       |
| Escocia (Scottish Albums Chart)       | 2        |
| Suiza (Schweizer Hitparade)           | 1        |
| Reino Unido (UK Albums Chart)         | 2        |
| US Billboard 200                      | 1        |
| US Rolling Stone Top 200              | 1        |

## Historial de lanzamientos
| Región | Fecha                   | Etiqueta | Formato      | Catalogar               |
| ------ | ----------------------- | -------- | ------------ | ----------------------- |
| Varios | 15 de noviembre de 2019 | Columbia | CD           | 190759524824 (Standard) |
| Varios | 15 de noviembre de 2019 | Columbia | CD           | 194397018127 (Deluxe)   |
| Japón  | 27 de noviembre de 2019 | SMEJ     | Blu-spec CD2 | SICP-31334              |
| Varios | 7 de febrero de 2020    | Columbia | LP           | 190759524817            |